# Caribou (músico)
Daniel Victor Snaith é um músico, compositor e produtor musical canadiano que utiliza os nomes artísticos Caribou, Manitoba e Daphni.

## Discografia

### Álbuns de estúdio
- 2001: Start Breaking My Heart (como Manitoba)
- 2003: Up in Flames (como Manitoba)
- 2005: The Milk of Human Kindness (como Caribou)
- 2007: Andorra (como Caribou)
- 2010: Swim (como Caribou)
- 2012: Jiaolong (como Daphni)
- 2014: Our Love (como Caribou)

### EPs esingles

#### como Manitoba
- People Eating Fruit EP (30 de outubro de 2000)
- "Paul's Birthday" CDS (26 de fevereiro de 2001)
- give'r EP (26 de novembro de 2001)
- If Assholes Could Fly This Place Would Be an Airport 12" (13 de janeiro de 2003)
- "Jacknuggeted" CDS (24 de fevereiro de 2003)
- "Hendrix with Ko" CDS (14 de julho de 2003)

A maioria do material antigo sob o nome de Manitoba foi re-lançado depois sob o nome de Caribou.

#### como Caribou
- "Yeti" CDS/12" (22 de março de 2005)
- Tour-Only CD (Super Furry Animals Tour, 2005)
- Marino (DVD) (Novembro de 2005)
- "Melody Day" CDS (Agosto de 2007)
- Tour-Only CD (Setembro de 2007)
- "She's the One" (Março de 2008)
- Tour-Only CD (Abril de 2010)
- Caribou Vibration Ensemble – álbum ao vivo com Marshall Allen (ATP Recordings, 2010)
- Swim (Abril de 2010)

#### como Daphni
- Resident Advisor, Fevereiro de 2011 (5 faixas do episódio #246)[1][2]
- Daphni Edits Vol. 1, 12"  [Resista], Março de 2011
- Pinnacles / Ye Ye, 12" com Four Tet, Março de 2011
- Daphni Edits Vol. 2, 12" [Resista], Agosto de 2011
- JIAOLONG001, 12" [Jiaolong], Outubro de 2011
- Ahora, 12" [Amazing Sounds], Novembro de 2011

## Desempenho nas Paradas Musicais
- 2007 Top Heatseekers – No. 5 (Andorra)
- 2007 Billboard Top Independent Albums – No. 26 (Andorra)
- 2010 Billboard 200 – No. 97 (Swim)
- 2010 Billboard Top Independent Albums – No. 14 (Swim)

## Prêmios e Indicações
| Ano  | Prêmio                                                         | Categoria                    | Trabalho Indicado | Resultado | Ref.  |
| ---- | -------------------------------------------------------------- | ---------------------------- | ----------------- | --------- | ----- |
| 2008 | Polaris Music Prize                                            | Polaris Music Prize          | Andorra           | Venceu    |       |
| 2010 | Polaris Music Prize                                            | Polaris Music Prize          | Swim              | Venceu    | [ 3 ] |
| 2011 | Juno Awards                                                    | Electronic Album of the Year | Swim              | Venceu    | [ 4 ] |
| 2015 | IMPALA Awards                                                  | Album of the Year Award      | Our Love          | Venceu    | [ 5 ] |
| 2015 | Juno Awards                                                    | Electronic Album of the Year | Our Love          | Venceu    |       |
| 2015 | Polaris Music Prize                                            | Polaris Music Prize          | Our Love          | Venceu    | [ 6 ] |
| 2021 | American Association of Independent Music (A2IM) Libera Awards | Best Dance/Electric Record   | Suddenly          | Venceu    | [ 7 ] |